# Golek pri Vinici
Gólek pri Vínici je naselje v Sloveniji.
V bližini se nahaja protiturški tabor Gradišče pri Goleku.

## Geografija
Povprečna nadmorska višina naselja je 195 m.
Pomembnejša bližnja naselja so: Vinica (1 km) in Črnomelj (19 km).